# Amanda Barnard
Amanda Susan Barnard (Sídney, 31 de diciembre de 1971) es una física teórica australiana que trabaja en la predicción del comportamiento en el mundo real de las nanopartículas utilizando modelos analíticos y simulaciones mediante supercomputadores. 
Científica computacional más premiadas de Australia. Actualmente dirige la investigación en la interfaz de modelado computacional, supercomputación de alto rendimiento y aprendizaje automático aplicado e inteligencia artificial (IA). Obtuvo su BSc (Hons) en física aplicada en 2000, y su doctorado en física teórica de la materia condensada en 2003 de la Universidad RMIT.
Barnard es una pionera en la cartografía termodinámica de nanomateriales, creando diagramas de fases de nanoescala relevantes para diferentes condiciones ambientales, y relacionando estos con mapas de estructura/propiedad. Su investigación actual implica el desarrollo y aplicación de métodos estadísticos y aprendizaje automático/profundo en nanociencia y nanotecnología, y materiales e informática molecular. En 2014 se convirtió en la primera persona en el hemisferio sur, y la primera mujer, en ganar el premio Feynman en nanotecnología, el cual ganó por su trabajo acerca de las nanopartículas de diamante.
Barnard está actualmente radicada en Australia como Investigadora Principal de la Commonwealth Scientific and Industrial Research Organization (CSIRO), con sede en Data61.

## Biografía
Barnard nació en Launceston, Tasmania en 1971. En 2001, se graduó con una licenciatura en ciencias de primera clase del Royal Melbourne Institute of Technology (RMIT). Barnard se desempeñó como becaria postdoctoral distinguida en el Centro de materiales a nanoescala del Laboratorio Nacional Argonne (EE. UU.). 
En 2001, se graduó con honores de primera clase en Ciencias del Royal Melbourne Institute of Technology (RMIT), especializándose en física aplicada. Barnard recibió un doctorado en 2003 del RMIT por su trabajo de modelado informático prediciendo y explicando diversas formas de nanocarbono en diferentes tamaños. Después de su doctorado, Barnard sirvió como Becaria Postdoctoral Distinguida en el Centro de Materiales a Nanoescala en el Laboratorio Nacional Argonne (EE. UU.). También ocupó un cargo de investigación Senior como Violette & Samuel Glasstone Fellow en la Universidad de Oxford (Reino Unido) con una beca de investigación extraordinaria en el Queen's College. La Dra. Barnard ha estado con CSIRO desde 2009.
Nombrada como una de las 10 Mujeres Empresarias Principales en Australia por el Huffington. Teniendo desde pequeña aspiración y curiosidad en la ciencia, en cómo elaborar materiales, el porqué de su existencia y como se pueden modificar o elaborar, etc.

## Calificaciones
- 2003 Doctora de Filosofía (Física), Universidad RMIT[2]
- 2001 Bachelor de Ciencia, Primeros Honores de Clase (Física Aplicada), RMIT Universidad[2]
- Su investigación ha sido premiada en cinco disciplinas científicas, incluido el Premio Joven Científico en Física Computacional 2009 de la Unión Internacional de Física Pura y Aplicada.
- el Premio de Investigación Ambiental Mercedes Benz 2009.
- el Premio Malcolm McIntosh 2009 del Primer Ministro de Australia para el Científico Físico del Año.
- el Premio Frederick White 2010 de la Academia de Ciencias de Australia.
- el Premio al Profesor Distinguido 2010 del IEEE Australia del Sur.
- el Premio Eureka de Investigación Científica 2010,el 2014 ACS Nano Lectureship (Asia / Pacífico) de la American Chemical Society.
- el Premio Feynman 2014 en Nanotecnología (Teoría) del Instituto Foresight y
- Medalla AMMA 2019 de la Asociación de Modeladores Moleculares de Australasia.

## Investigaciones más notables
- Identificó el enlace entre la nanomorfología y la estabilidad medioambiental de los nanomateriales, y cómo éste influye la reactividad y los "nano-peligros" potenciales
- Desarrolló una técnica nueva para investigar la forma de los nanomateriales como función de tamaño, temperatura o potencial químico, capaz de incluir experimentalmente estructuras realistas y entornos químicos
- Fue la primera investigadora en informar sobre investigaciones al efecto de transiciones de fase dependientes del tamaño en nanomateriales
- Descubrió el primer ejemplo de potencial electrostático superficial anisotrópico (faceta-dependiente)en un nanomaterial homoelemental, resultando en interacciones dipolares o multipolares en un material no polar
- Líder en nanociencia estadística y utilización de análisis estadísticos aprendizaje automático para pronosticar las propiedades de conjuntos de materiales a nanoescala diversos y complejos.

## Becas otorgadas
- 2009 Beca Reina Isabel II, Consejo Australiano de Investigación
- 2008     Beca L'Oréal Australia For Women in Science
- Beca     inaugural de la Generación Futura 2008, Facultad de Química, Universidad     de Melbourne
- 2005-2008     Beca de investigación extraordinaria para jóvenes, Queen's College,     Oxford, Reino Unido
- 2005–2008     Beca Violette & Samuel Glasstone, Departamento de Materiales,     Universidad de Oxford, Reino Unido
- Premio     a la Innovación 2004 (Categoría Estudiante), Universidad RMIT
- Premio     de Investigación Universitaria 2004, Universidad RMIT
- 2003–2005     Beca postdoctoral distinguida, Centro de Materiales a Nanoescala,     Laboratorio Nacional Argonne, EE. UU.